# Spragueia plumbeata
Spragueia plumbeata är en fjärilsart som beskrevs av William Schaus 1923. Spragueia plumbeata ingår i släktet Spragueia och familjen nattflyn. Inga underarter finns listade i Catalogue of Life.